# Cis glabratus
Cis glabratus es una especie de coleóptero de la familia Ciidae.

## Distribución geográfica
Habita en Francia.